# Väinö Liikkanen
Väinö Liikkanen, född den 1 november 1903 - död den 15 oktober 1957, var en finländsk längdåkare som tävlade under 1930-talet.
Liikkanens första större mästerskap som han deltog i var VM 1929 i Zakopane där han slutade på fjärde plats på 50 kilometer. Vid OS 1932 slutade han på andra plats på 50 kilometer. Liikkanens deltog även i VM 1933 i Innsbruck där han blev trea på 18 kilometer och fyra på 50 kilometer. Liikkanens sista mästerskap blev VM 1935 där han var med i det finländska stafettlaget som vann guld. 